# Autodrom Nazionale di Monza
Autodrom Nazionale di Monza je trkaća staza, smještena u mjestu Monza kraj Milana u Italiji, te je trenutno domaćin Velike nagrade Italije u Formuli 1. 

## Konfiguracija staze
Staza se od svoga otvorenja 1922. godine nije puno promijenila. Najveća promjena dogodila se 1960-ih godina zbog sigurnosnih razloga, kada je značajno smanjena duljina kruga. Dotad je krug bio dug oko 10 km, a ovalni nagnuti dijelovi zamijenjeni su sporim šikanama kako bi se bolidi usporili. Zbog svoje jedinstvene konfiguracije, naglasak pri podešavanju bolida je na što većoj brzini na pravcu, dobroj stabilnosti na kočenju i trakciji na izlasku iz zavoja. Zato bolidi imaju najravnija krila u cijeloj sezoni kako bi se postizale što veće brzine, zbog čega su bolidi dosta nemirni u zavojima. Kočnice su izuzetno opterećene, unatoč dobrom hlađenju na dugim pravcima, ali zbog najvećih brzina u cijeloj godini, energije kočenja izuzetno su visoke.

## Natjecanja
- Formula 1
- Velika nagrada Italije u motociklizmu
- 1000 km Monze
- Svjetsko prvenstvo turističkih automobila

## Vanjske poveznice
Monza – StatsF1